# Aborto espontâneo
Aborto espontâneo ou interrupção involuntária da gravidez (IIG) é a morte natural do embrião ou feto antes de este ter a capacidade de sobreviver fora do útero. Algumas recomendações determinam um limite de 20 semanas de gestação, sendo a partir desse momento designado nado-morto. O sintoma mais comum de um aborto espontâneo é hemorragia vaginal com ou sem dor. É comum que a mulher sinta tristeza, ansiedade e culpa. O corpo pode expelir tecidos e material coagulado pelo canal vaginal. Quando a mulher tem sucessivos abortos espontâneos, está-se na presença de infertilidade.
Entre os fatores de risco para um aborto espontâneo estão a gravidez em idade avançada, ter antecedentes de aborto, a exposição ao fumo de tabaco, obesidade, diabetes, problemas de tiroide e consumo de drogas ou álcool. Cerca de 80% dos abortos espontâneos ocorrem durante as primeiras 12 semanas de gravidez, ou primeiro trimestre. Em cerca de metade dos casos, a causa subjacente envolve anomalias cromossómicas. O diagnóstico de um aborto espontâneo consiste geralmente num exame para verificar se o colo do útero se encontra aberto ou encerrado, análises ao sangue para avaliar os níveis de gonadotrofina coriónica humana e uma ecografia. Entre outras condições que podem manifestar sintomas semelhantes estão uma gravidez ectópica e hemorragia de nidação.
Em alguns casos a prevenção pode ser possível com cuidados pré-natais. Evitar drogas, álcool, doenças infecciosas e radiação pode prevenir o aborto espontâneo. Geralmente não é necessário tratamento específico durante os primeiros 7 a 14 dias. A maior parte dos abortos resolve-se por si mesmo sem intervenções adicionais. Em alguns casos pode ser necessária a administração de misoprostol ou uma aspiração a vácuo para remover o tecido restante. As mulheres com sangue Rh negativo podem necessitar de globulina imune do Rh. Os analgésicos podem ser benéficos. O apoio emocional pode ajudar a lidar com as emoções negativas.
O aborto espontâneo é a complicação mais comum do primeiro trimestre de gravidez. Entre mulheres grávidas, a taxa de aborto espontâneo é de 10–20%. A taxa entre todas as fecundações é de 30 a 50%. Em mulheres com menos de 35 anos o risco é de cerca de 10%, enquanto em mulheres com mais de 40 anos o risco é de 45%. O risco começa a aumentar por volta dos 30 anos de idade. Cerca de 5% das mulheres têm dois abortos espontâneos seguidos. Algumas orientações recomendar não usar o termo "aborto" em discussões com o paciente, de forma a diminuir a ansiedade.

## Causas
- Anomalias cromossômicas - as anomalias cromossômicas são as causas mais comuns de aborto no primeiro trimestre da gestação, geralmente com a morte do embrião antecedendo a sua expulsão. Respondem por cerca de 50% dos abortamentos espontâneos, subclínicos ou clinicamente reconhecidos. As trissomias são observadas em aproximadamente 70% das oportunidades, as monossomias do par sexual em 15 a 25% e as poliploidias em cerca de 5% dos abortamentos motivados por cromossomopatias. As anormalidades autossômicas estruturais, como as deleções, os reagrupamentos, as inversões e as translocações, também evoluem, na maior parte dos casos, para o aborto..[19]
- Etiologia mendeliana, poligênica e multifatorial - em 30 a 50% das perdas fetais no primeiro trimestre não são demonstradas anormalidades genéticas. A maior parte destes abortos estão relacionados a alterações estruturais secundárias e a anormalidades poligênicas. As anormalidades estruturais mais frequentes são as translocações (5% dos abortamentos habituais), inversões, deleções e as duplicações.
- Infecções[19] - diversas infecções são aceitas atualmente como etiologia do aborto. Os micro-organismos e situações clínicas frequentemente relacionados ao aborto espontâneo são: rubéola, varíola, malária, Salmonella typhi, Citomegalovírus, brucelose, toxoplasmose, Mycoplasma hominis, clamídia e Ureaplasma urealyticum. A infecção transplacentária sem dúvida pode ocorrer com qualquer destes micro-organismos e perdas fetais esporádicas podem ser causadas pelos mesmos, embora a comprovação histopatológica seja rara e o tratamento com antibióticos nem sempre seja efetivo.
- Alterações anatômicas - neste grupo, os maiores responsáveis por interrupção precoce da gravidez são a incompetência istmocervical, os miomas, as malformações uterinas[19] e as sinéquias uterinas (síndrome de Asherman).[19]
- Doenças endócrinas
- Insuficiência lútea
- Tireoidopatias[19]
- Diabetes[19]
- Mecanismos imunológicos
- Drogas, agentes químicos e outros agentes ambientais[19]